# Aéroport du Ronaldsway
L'aéroport du Ronaldsway (code IATA : IOM • code OACI : EGNS) est le seul aéroport civil commercial de l'île de Man. Il est situé à proximité de Castletown dans le Ronaldsway au sud-est de l'île et de Douglas, la capitale insulaire, distante de 12 km.

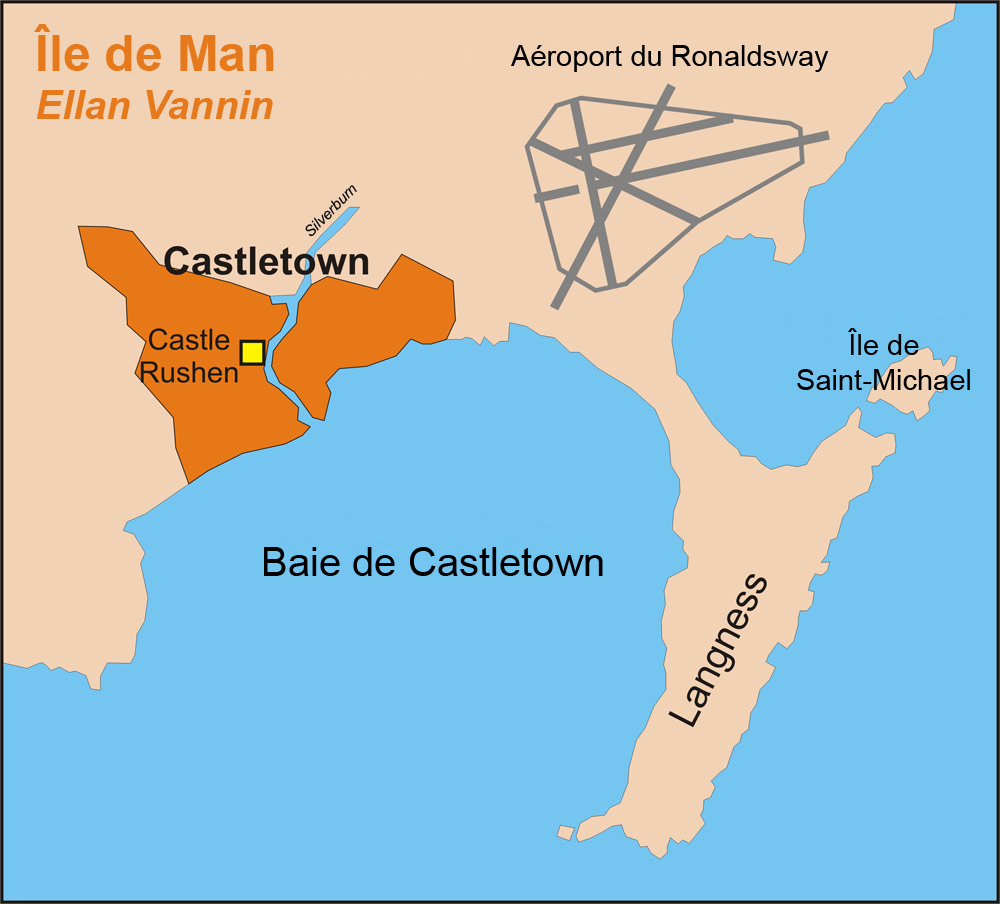
Localisation de l'aéroport du Ronaldsway dans la région de Castletown.

## Histoire
L'infrastructure aéroportuaire a d'abord été utilisé comme aérodrome en 1929, n'accueillant des passagers venus du Royaume-Uni qu'à partir de 1933, desservi par la compagnie Blackpool and West Coast Air Services (devenue plus tard West Coast Air Services). Des services ont été ajoutés par Aer Lingus et Railway Air Services (en) mais en 1937, la plupart de ces opérations ont été regroupées sous la bannière du Isle of Man Air Services (en).

### Seconde Guerre mondiale

#### RAF Ronaldsway
L'aérodrome passe sous le contrôle de la Royal Air Force dès le début de la Seconde Guerre mondiale. Connu sous le nom de « RAF Ronaldsway », c'est l'un des rares en Europe à conserver un trafic civil durant le conflit.
Les opérations de la RAF se poursuivent jusqu'en 1943. L'Amirauté décide alors d'en faire un centre d'entraînement pour le Fleet Air Arm.

#### HMSUrley
Durant l'été 1944, l'aérodrome connaît des modifications importantes. D'un grand champ herbeux entouré de quelques hangars, il devient un aérodrome à quatre pistes équipé d'infrastructures destinées à l'entraînement de bombardiers à torpille Fairey Barracuda.
Renommé HMS Urley (Aigle en mannois) par l'Amirauté, les opérations militaires recommencent à l'été 1944. L'aérodrome devient une base de lancement de torpilles jusqu'à la fin des hostilités en 1945.

### L'après-guerre
L'aéroport est reconverti uniquement à un usage civil presque immédiatement après la guerre, mais reste la propriété de l'Amirauté jusqu'à sa vente au gouvernement de l'île de Man en 1948.
Le musée aéro-militaire de l'île de Man (Manx Military and Aviation Museum) se situe près de l'aéroport et présente de fréquentes expositions liées à l'histoire de l'aviation sur l'île.
MAN Manchester Loganair
LIV Liverpol Loganair
LCY Londres Longanair

## Statistiques
Pour des raisons techniques, il est temporairement impossible d'afficher le graphique qui aurait dû être présenté ici.

Voir la requête brute et les sources sur Wikidata.

## Compagnies aériennes et destinations
| Compagnies | Destinations                                                                                       |
| ---------- | -------------------------------------------------------------------------------------------------- |
| Aer Lingus | Belfast-G. Best, Dublin                                                                            |
| easyJet    | Belfast, Bristol, Liverpool-J.-Lennon, Londres-Gatwick, Manchester                                 |
| Loganair   | - Birmingham, - Édimbourg, - Liverpool-J.-Lennon, - Londres-City, - Londres-Heathrow, - Manchester |

Edité le 29/03/2023

## Référence
- (en) Cet article est partiellement ou en totalité issu de l’article de Wikipédia en anglais intitulé « Isle of Man Airport » (voir la liste des auteurs).